# Mason Mount
Mason Tony Mount (sinh ngày 10 tháng 1 năm 1999) là một cầu thủ bóng đá chuyên nghiệp người Anh hiện đang thi đấu ở vị trí tiền vệ tấn công hoặc tiền vệ trung tâm cho câu lạc bộ Premier League Manchester United.
Mount gia nhập đội trẻ Chelsea từ năm 6 tuổi, thi đấu cho nhiều đội trẻ của câu lạc bộ này trước khi được đem cho mượn tại Vitesse và Derby County. Anh bắt đầu ra sân cho đội một Chelsea từ mùa bóng 2019–20. Năm 2021, anh cùng Chelsea giành chức vô địch UEFA Champions League và Siêu cúp châu Âu.

## Đầu đời
Mount sinh ra tại thành phố Portsmouth, Hampshire. Cha của anh, ông Tony, là một cầu thủ và huấn luyện viên bóng đá ở một số câu lạc bộ nhỏ ở địa phương như Havant Town. Anh gia nhập đội trẻ Chelsea từ năm 6 tuổi. Vào năm anh 15 tuổi, cha của anh cố gắng thuyết phục anh rời Chelsea vì không tin tưởng vào tương lai của anh tại đội một Chelsea nhưng anh đã từ chối và quyết định tiếp tục gắn với câu lạc bộ.

## Sự nghiệp câu lạc bộ

### Cho mượn tại Vitesse
Mount được đem cho đội bóng Hà Lan là Vitesse mượn vào ngày 24 tháng 7 năm 2017 với thời hạn một năm. Anh có trận đấu đầu tiên trên đất Hà Lan khi được vào sân 13 phút trong trận thua AZ Alkmaar 2-1 tại đấu trường Eredivisie ngày 26 tháng 8. Đến ngày 20 tháng 9, anh lần đầu tiên được đá chính trong trận đấu vòng 1 Cúp KNVB với AVV Swift. 11 ngày sau đó, anh có bàn thắng đầu tiên cho Vitesse gỡ hòa 1-1 trong trận đối đầu với FC Utrecht. Trong tháng 10, anh còn ghi bàn trong trận đấu với PSV Eindhoven và chiếm được vị trí chính thức từ tháng 11.
Đến tháng 3 năm 2018, Mount lọt vào top 50 trong Bảng xếp hạng "Cầu thủ trẻ xuất sắc nhất năm" của tạp chí Goal. Ngày 9 tháng 5 năm 2018, anh có hat-trick đầu tiên trong sự nghiệp ở trận thắng 5-2 trước ADO Den Haag để đặt một chân vào trận chung kết play-off giành quyền tham dự UEFA Europa League 2018–19.
Trong mùa bóng thi đấu cho Vitesse, Mount ra sân tổng cộng 38 lần, ghi được 14 bàn thắng và có 9 lần kiến tạo thành bàn. Anh được các cổ động viên Vitesse bình chọn là cầu thủ xuất sắc nhất mùa.

### Cho mượn tại Derby County
Mount gia nhập đội bóng thi đấu tại Championship là Derby County vào ngày 17 tháng 7 năm 2018 theo hợp đồng cho mượn có thời hạn một năm. Anh ghi bàn thắng ngay trong trận đấu đầu tiên cho Derby trước Reading và giúp đội bóng của tân huấn luyện viên Frank Lampard có chiến thắng đầu tiên trong mùa giải.
Ngày 30 tháng 3 năm 2019, sau hai tháng nghỉ thi đấu vì chấn thương, anh trở lại trong trận đấu với Rotherham United và ngay lập tức đem về một quả phạt đền cho đồng đội Martyn Waghorn ghi bàn và cá nhân anh cũng có một bàn nữa trong chiến thắng 6-1. Ngày 13 tháng 4 năm 2019, anh có hat-trick thứ hai trong sự nghiệp đem về chiến thắng 4–0 trước Bolton Wanderers tại Championship. Derby bước vào trận chung kết tranh play-off lên hạng sau trận thắng 4-2 trước Leeds United ngày 15 tháng 5 và Mount có một pha lập công trong trận này. Tuy nhiên trong trận chung kết đội bóng của Mount bị Aston Villa đánh bại với tỉ số 2-1. 

### Trở lại Chelsea

#### 2019-20
Ngày 15 tháng 7 năm 2019, Mount ký hợp đồng mới có thời hạn 5 năm với Chelsea. Ngày 11 tháng 8 năm 2019, anh có trận đấu chính thức đầu tiên cho Chelsea và tại Premier League trong trận đấu khai màn mùa giải 2019-20 của Chelsea gặp Manchester United. Chelsea đã để thua đậm 4-0 nhưng huấn luyện viên Frank Lampard vẫn giành lời khen ngợi cho anh. Ngày 18 tháng 8, anh có bàn thắng đầu tiên tại Premier League trong trận đấu với Leicester City và đây cũng là bàn thắng đầu tiên của Chelsea ở mùa giải 2019-20 sau khi nhanh chân cướp bóng từ chân Wilfred Ndidi rồi tung ra pha dứt điểm. Mount tiếp tục có bàn thắng trong trận đấu kế tiếp tại Premier League giúp Chelsea giành chiến thắng 3-2 trước Norwich City.
Ngày 14 tháng 9, Mount ấn định chiến thắng 5-2 của Chelsea trước Wolverhampton. Ngày 6 tháng 10, anh là người ghi bàn nâng tỉ số lên 2-0 trong trận thắng 4-1 trước Southampton trên sân khách. Ngày 4 tháng 12, anh giúp Chelsea củng cố vị trí trong top 4 tại Giải Ngoại hạng Anh khi ấn định chiến thắng cho Chelsea trước Aston Villa ở phút 48 với cú vô lê đẹp mắt từ cú đánh đầu chuyền bóng của Tammy Abraham.
Ngày 1 tháng 2 năm 2020, Mount có hai kiến tạo đều từ các tình huống cố định cho Antonio Rüdiger trong trận hòa 2-2 với Leicester City. Ngày 8 tháng 3, Mount ghi bàn thắng mở tỉ số, mở màn cho trận thắng đậm Everton 4-0. Vào giữa tháng 3 năm 2020, Mount bị phát hiện chơi bóng với tiền vệ Declan Rice của West Ham tại trung tâm London dù đang được yêu cầu tự cách ly trong vòng 14 ngày sau khi đồng đội của anh tại Chelsea là Callum Hudson-Odoi dương tính với virus Covid-19. Lãnh đạo Chelsea đã lập biên bản và nhắc nhở Mount về trách nhiệm với cộng đồng và anh sau đó phải gọi điện xin lỗi huấn luyện viên Frank Lampard và toàn đội.
Ngày 19 tháng 7, Mount ghi bàn nâng tỉ số lên 2-0 trong trận bán kết Cúp FA 2019-20 với Manchester United. Chelsea giành chiến thắng 3-1 chung cuộc. Trong ngày cuối cùng của Giải Ngoại hạng Anh 2019-20, Mount trở thành người hùng giúp Chelsea giành vé tham dự UEFA Champions League mùa giải sau với cú đá phạt thành bàn mở tỉ số và pha chọc khe cho Olivier Giroud ghi bàn trong trận thắng 2-0 trước Wolverhampton.

#### 2020-21
Ngày 26 tháng 9 năm 2020, Mount có bàn thắng đầu tiên trong mùa giải mới với một cú sút xa ở đầu hiệp 2 mở đầu cho hành trình tìm lại điểm số thành công của Chelsea sau khi đã bị West Bromwich dẫn trước đến 3-0 sau khi hiệp 1 kết thúc. Tuy nhiên chỉ 3 ngày sau đó anh lại trở thành tội đồ khiến Chelsea bị loại khỏi Cúp EFL 2020-21 khi thực hiện không thành công lượt sút luân lưu của mình.
Vào ngày sinh nhật lần thứ 22, anh là người mở màn chiến thắng 4-0 trước Morecambe tại vòng 3 Cúp FA 2020-21 từ cú sút căng ngoài vòng cấm địa. Một tuần sau đó, Mount ghi bàn thắng duy nhất trong trận đấu với Fulham, chấm dứt chuỗi ba trận chỉ hòa và thua ở Ngoại hạng Anh của Chelsea. Trong tháng 2 năm 2021, anh có hai bàn thắng tại Ngoại hạng Anh trong chiến thắng 2-1 trước Sheffield United và trận hòa 1-1 với Southampton.
Ngày 4 tháng 3 năm 2021, ở phút 42 trận đấu trên sân Liverpool, từ đường chuyền vượt tuyến của N'Golo Kante, Mount khống chế bóng rồi từ sát mép vòng cấm địa anh đặt lòng vào góc xa, ghi bàn thắng duy nhất của trận đấu. Ngày 3 tháng 4, anh tiếp tục lập công trong cuộc đối đầu với West Bromwich ở Ngoại hạng Anh nhưng Chelsea phải chịu thất bại nặng nề 5-2 ngay trên sân nhà. Đến ngày 7 tháng 4 trong trận lượt đi tứ kết Champions League với Porto, Mount mở tỷ số từ phút 32 bằng một pha xử lý ở đẳng cấp cao giúp Chelsea nắm lợi thế lớn để giành vé vào bán kết Champions League với chiến thắng 2-0 chung cuộc.
Chelsea giành chiến thắng trước Real Madrid 2-0 ở lượt về bán kết Champions League ngày 5/5 để đi tiếp với tổng tỷ số 3-1 và tạo ra trận chung kết toàn Anh ở Champions League. Mount là người nhấn chìm hy vọng của Real ở cuối trận từ cú căng ngang của Christian Pulisic. Sau khi thất bại trước Leicester City trong trận chung kết Cúp FA 2021, ở trận chung kết UEFA Champions League với Manchester City ngày 29 tháng 5, Mount có đường chọc khe đúng tầm Kai Havertz băng xuống ghi bàn thắng duy nhất của trận đấu, đem về danh hiệu Champions League thứ hai trong lịch sử cho Chelsea.

#### 2021-22

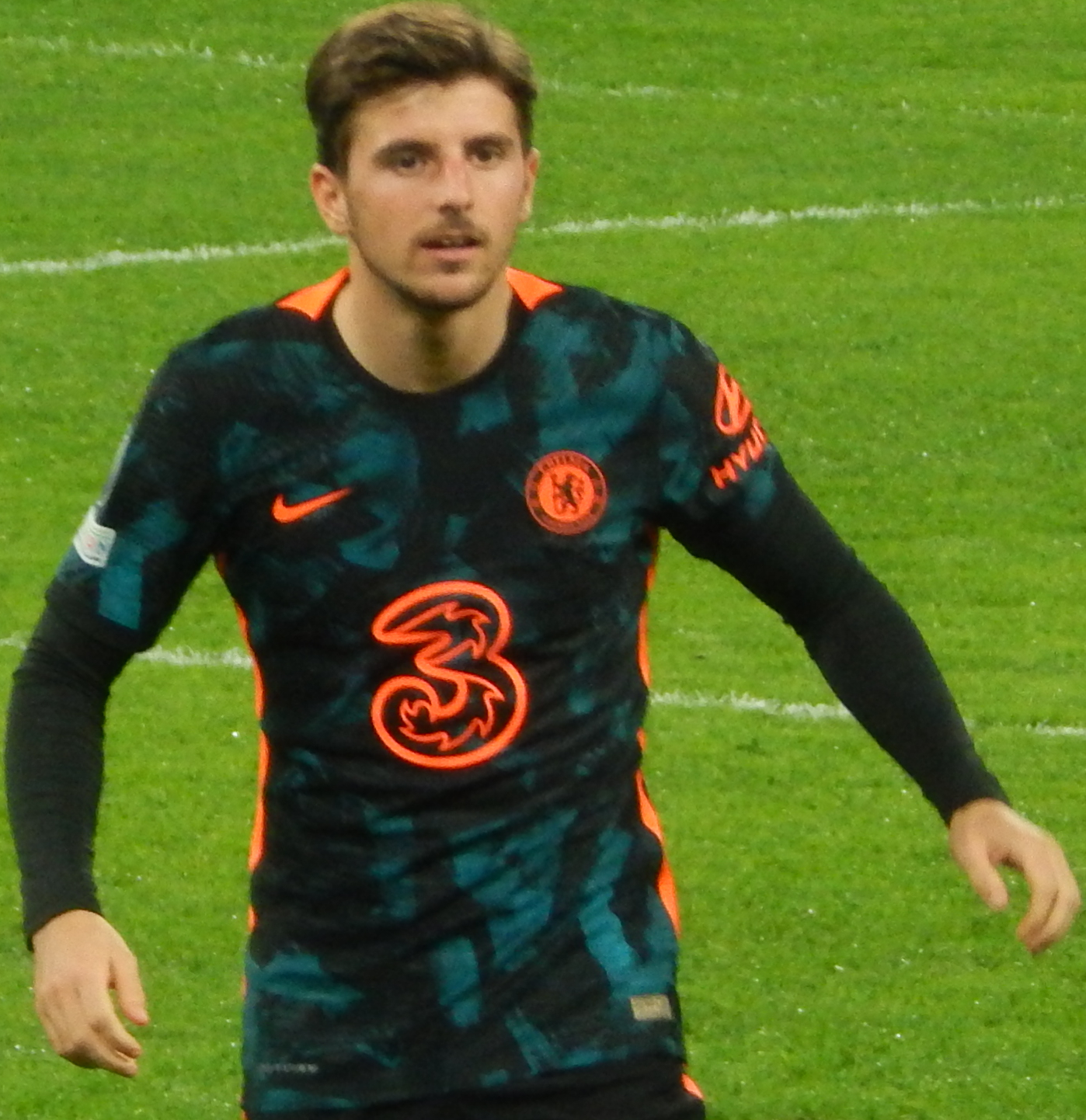
Mount thi đấu cho Chelsea năm 2021

Ngày 11 tháng 8 năm 2021, Mount cùng đồng đội Chelsea giành chức vô địch Siêu cúp châu Âu 2021 sau chiến thắng trên chấm luân lưu trước Villarreal, trong đó có anh là một trong những cầu thủ thực hiện lượt sút thành công. Ngày 8 tháng 10, anh là một trong 5 cầu thủ Chelsea có tên trong danh sách rút gọn 30 cầu thủ đề cử cho danh hiệu Quả bóng vàng châu Âu 2021. Trong trận gặp Norwich City vào ngày 23 tháng 10 tại Premier League, Mount đã lập hat-trick đầu tiên trong màu áo Chelsea nhấn chìm Norwich City đem về chiến thắng 7-0 cho Chelsea.
Ngày 1 tháng 12, Mount ghi bàn thắng mở tỉ số và có đường chuyền cho Hakim Ziyech ấn định chiến thắng 2-1 trước Watford. Anh tiếp tục có một bàn thắng và một kiến tạo trong trận đấu ba ngày sau đó với West Ham nhưng Chelsea vẫn phải rời Sân vận động Luân Đôn với thất bại 2-3. Ngày 11 tháng 12, Mount ghi bàn trong trận thắng 3-2 trước Leeds United. Với bàn thắng vào lưới Everton ngày 16 tháng 12, Mount trở thành cầu thủ trẻ nhất trong lịch sử Chelsea ghi bàn trong 4 trận đấu liên tiếp tại Premier League và đạt đến cột mốc 20 bàn thắng tại giải đấu này.
Ngày 10 tháng 3 năm 2022, Mount ghi bàn thắng thứ 8 trong mùa giải và có một đường chuyền thành bàn trong chiến thắng 3-1 trước Norwich City. Ngày 9 tháng 4, Mount có lần thứ năm trong mùa giải vừa ghi bàn, vừa kiến tạo trong một trận Ngoại hạng Anh trong chiến thắng trong màn vùi dập Southampton 6-0 ngay trên sân khách.

#### 2022-23
Ngày 11 tháng 10 năm 2022, Mount đem về một quả phạt đền và còn có một pha kiến tạo khác cho Pierre-Emerick Aubameyang giúp Chelsea đánh bại A.C. Milan 2-0 để chiếm đỉnh bảng E UEFA Champions League 2022-23 sau bốn lượt trận. Năm ngày sau đó, Mount có cú đúp bàn thắng đem về chiến thắng 2-0 trước Aston Villa trong đó có một pha đá phạt thành bàn.
Vào ngày 27 tháng 12, ở trận đấu đầu tiền của Chelsea kể từ sau World Cup, Mount ghi bàn thắng sân nhà đầu tiên của mình sau hơn một năm khi gặp Bournemouth trong chiến thắng 2–0.
Ngày 4 tháng 7 năm 2023, Mason Mount đã đưa lên mạng xã hội đoạn video ngắn ghi hình và lời anh chào tạm biệt các cổ động viên Chelsea, chính thức thông báo chia tay Chelsea sau 18 năm gắn bó cùng câu lạc bộ. Đây được cho là lời chia tay của Mount đối với cổ động viên Chelsea sau khi hoàn thành kiểm tra y tế tại Manchester, trước khi chính thức ra mắt câu lạc bộ mới vào ngày hôm sau.

### Manchester United
Vào ngày 5 tháng 7 năm 2023, Mount ký hợp đồng với câu lạc bộ Ngoại hạng Anh Manchester United có thời hạn 5 năm với tùy chọn gia hạn thêm một năm. United đã trả cho Chelsea một khoản phí chuyển nhượng được đảm bảo là 55 triệu bảng, với thỏa thuận có các phụ phí bổ sung tiềm năng trị giá 5 triệu bảng và Mount mặc áo số 7 huyền thoại, số áo được Cristiano Ronaldo mặc lần cuối trước khi anh ra đi ở mùa giải trước. Erik ten Hag, huấn luyện viên của anh ở United, nói rằng Mount sẽ thi đấu lùi sâu hơn và ở hàng tiền vệ không giống như thời anh ở Chelsea.
Mount có trận ra mắt thi đấu cho Manchester United trong trận mở màn của đội ở mùa giải Ngoại hạng Anh 2023–24 – chiến thắng 1–0 trước Wolverhampton Wanderers tại Old Trafford vào ngày 15 tháng 8 – thi đấu 67 phút trước khi được thay ra cho Christian Eriksen. Sau khi dính chấn thương trong trận thua 0-2 trước Tottenham Hotspur vào ngày 23 tháng 8, Mount vắng mặt trong bốn trận đấu tiếp theo của Manchester United. Vào ngày 26 tháng 9, anh trở lại sau chấn thương trong chiến thắng 3–0 trước Crystal Palace ở vòng 3 Cúp EFL, thi đấu 45 phút và ghi pha kiến tạo đầu tiên cho câu lạc bộ.
Trong chiến thắng 1–0 trước Luton Town vào ngày 11 tháng 11, Mount một lần nữa bị thay ra do chấn thương khiến anh phải vắng mặt trong 4 tháng tiếp theo của mùa giải.
Vào ngày 17 tháng 3 năm 2024, Mount trở lại đội một Manchester United, thi đấu 15 phút sau khi vào sân thay người trong chiến thắng 4–3 ở tứ kết Cúp FA trước Liverpool. Trong trận đấu tiếp theo, Mount ghi bàn thắng đầu tiên cho Manchester United, ghi bàn ở phút thứ 96 trong trận hòa 1-1 trước Brentford vào ngày 30 tháng 3 năm 2024.
Ngày 20 tháng 12, huấn luyện viên Amorim xác nhận Mount bị chấn thuơng trong trận đấu với Manchester City vào ngày 15 tháng 12, nhiều khả năng anh sẽ phải nghỉ thi đấu dài hạn, dù anh chỉ thi đấu 14 phút.
Sau 3 tháng vắng mặt vì chấn thưong, Mount trở lại đội hình Manchester United trong trận gặp Leicester City vào ngày 16 tháng 3 năm 2025, nhưng không thi đấu. Sau đó, anh được vào sân trong trận đấu tiếp theo vào ngày 1 tháng 4, khi Manchester thua 0–1 trước Nottingham Forest.
Ngày 4 tháng 5, anh ghi bàn trở lại sau hơn 1 năm trong trận đấu với Brentford, giúp Manchester United mở tỷ số trước khi thua chung cuộc 3–4. Bốn ngày sau, anh lập cú đúp trong trận thắng 4–1 trước Bilbao, qua đó Manchester United giành vé vào chung kết Europa League.

## Sự nghiệp đội tuyển quốc gia

### Đội trẻ
Mount từng là thành viên của các đội trẻ Anh, từ cấp độ U-16 đến U-21. Mount nằm trong danh sách đội tuyển U-17 Anh tham dự Giải vô địch bóng đá U-17 châu Âu 2016 và U-19 Anh tham dự Giải vô địch bóng đá U-19 châu Âu 2017. Ở giải đấu sau, anh được bầu chọn là cầu thủ xuất sắc giải đấu sau khi lên ngôi vô địch cùng U-19 Anh, và Mount chính là người kiến tạo cho Lukas Nmecha ghi bàn ấn định chiến thắng 2-1 trước U-19 Bồ Đào Nha trong trận chung kết.
Ngày 27 tháng 5 năm 2019, Mount được triệu tập tham dự Giải vô địch bóng đá U-21 châu Âu 2019.

### Đội tuyển quốc gia

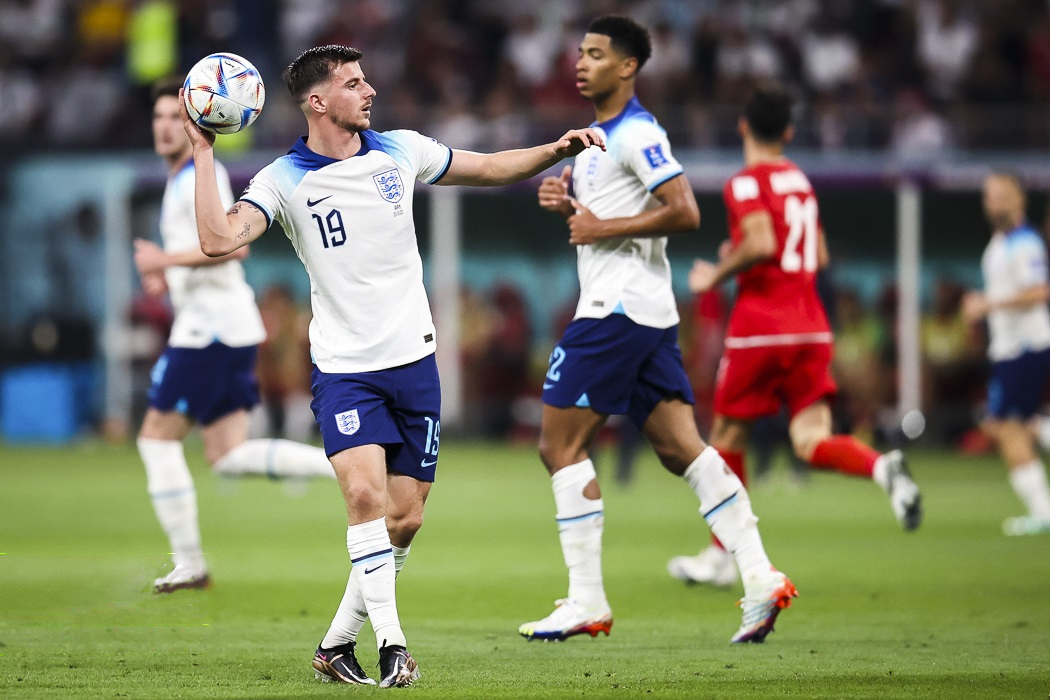
Mason Mount (áo số 19) trong trận đấu tại World Cup 2022 Anh-Iran.

Sau mùa giải ấn tượng với Vitesse tại Hà Lan, Mount được huấn luyện viên đội tuyển Anh Gareth Southgate mời vào tập luyện cùng các đàn anh đang chuẩn bị cho World Cup 2018. Tháng 10 năm 2018, anh lần đầu tiên được triệu tập vào đội tuyển Anh cho các trận đấu tại UEFA Nations League với Croatia và Tây Ban Nha.
Ngày 7 tháng 9 năm 2019, Mount có trận đấu ra mắt đội tuyển Anh khi được vào sân thay người trong chiến thắng 4–0 trước Bulgaria tại vòng loại Euro 2020. Anh có bàn thắng đầu tiên trong màu áo "Tam Sư" vào ngày 17 tháng 11 năm 2019 trong một trận thắng cũng với tỉ số 4-0 trước Kosovo cũng tại vòng loại Euro 2020, ở phút bù giờ thứ nhất của trận đấu.
Ngày 11 tháng 10 năm 2020, Mount ghi bàn ấn định chiến thắng 2-1 trước Bỉ ở phút 64 trận đấu trong khuôn khổ UEFA Nations League 2020–21. Trận thắng này giúp Anh vượt qua Bỉ để tạm dẫn đầu bảng A2 Nations League với bảy điểm sau ba trận. Đến trận đấu lượt cuối vòng bảng với Iceland, Mount lại lập công một lần nữa nhưng đội tuyển Anh dù giành chiến thắng 4-0 nhưng chỉ giành vị trí thứ ba trong bảng với 10 điểm sau sáu trận.

#### Euro 2020
Tháng 6 năm 2021, Mount được huấn luyện viên Gareth Southgate gọi vào danh sách 26 cầu thủ Anh tham dự Euro 2020. Tại World Cup 2022, Mount cũng là thành viên đội tuyển bóng đá Anh tham dự World Cup 2022.

#### World Cup 2022
Ngày 10 tháng 11 năm 2022, Mount được huấn luyện viên Gareth Southgate đưa vào danh sách 26 cầu thủ tuyển Anh tham dự FIFA World Cup 2022. Anh có trận ra mắt World Cup vào ngày 21 tháng 11, thi đấu 71 phút trong chiến thắng 6–2 của đội tuyển Anh trước Iran trước khi rời sân để nhường chỗ cho Phil Foden. Năm ngày sau, anh thi đấu trọn vẹn 90 phút trong trận hòa 0–0 của tuyển Anh trước Hoa Kỳ.
Mount không được vào sân trong trận cuối ở vòng bảng, gặp Xứ Wales khi tuyển Anh giành chiến thắng 3 bàn cách biệt, sau đó anh vào sân thay thế cho Jude Bellingham ở phút thứ 76 trong chiến thắng 3–0 ở vòng 16 đội trước đội tuyển Senegal vào ngày 4 tháng 12.
Ngày 10 tháng 12, Mount được tung vào sân để thay thế cho Jordan Henderson ở thứ phút 79 khi đội tuyển Anh đang bị dẫn trước 1-2 bởi Pháp và bị Theo Hernández phạm lỗi ở sau 3 phút, được hưởng một quả phạt đền. Tuy nhiên, đội trưởng Harry Kane không thực hiện thành công cú sút khiến Anh dừng bước ở tứ kết trước đội đương kim vô địch.

## Thống kê sự nghiệp

### Câu lạc bộ
Tính đến ngày 25 tháng 5 năm 2024
| Câu lạc bộ          | Mùa bóng            | Giải quốc gia       | Giải quốc gia | Giải quốc gia | Cup quốc gia | Cup quốc gia | Cup liên đoàn | Cup liên đoàn | Cup Châu Âu | Cup Châu Âu | Khác | Khác | Tổng số | Tổng số |
| Câu lạc bộ          | Mùa bóng            | Giải đấu            | Trận          | Bàn           | Trận         | Bàn          | Trận          | Bàn           | Trận        | Bàn         | Trận | Bàn  | Trận    | Bàn     |
| ------------------- | ------------------- | ------------------- | ------------- | ------------- | ------------ | ------------ | ------------- | ------------- | ----------- | ----------- | ---- | ---- | ------- | ------- |
| Chelsea U21         | 2016–17             | —                   | —             | —             | —            | —            | —             | —             | —           | —           | 3    | 0    | 3       | 0       |
| Vitesse (cho mượn)  | 2017–18             | Eredivisie          | 29            | 9             | 1            | 0            | —             | —             | 6           | 0           | 3    | 5    | 39      | 14      |
| Derby County (mượn) | 2018–19             | Championship        | 35            | 8             | 2            | 0            | 4             | 2             | —           | —           | 3    | 1    | 44      | 11      |
| Chelsea             | 2019–20             | Premier League      | 37            | 7             | 6            | 1            | 1             | 0             | 8           | 0           | 1    | 0    | 53      | 8       |
| Chelsea             | 2020–21             | Premier League      | 36            | 6             | 5            | 1            | 2             | 0             | 11          | 2           | —    | —    | 54      | 9       |
| Chelsea             | 2021–22             | Premier League      | 32            | 11            | 5            | 1            | 6             | 0             | 7           | 1           | 3    | 0    | 53      | 13      |
| Chelsea             | 2022–23             | Premier League      | 24            | 3             | 1            | 0            | 1             | 0             | 9           | 0           | —    | —    | 35      | 3       |
| Chelsea             | Tổng                | Tổng                | 129           | 27            | 17           | 3            | 10            | 0             | 35          | 3           | 4    | 0    | 195     | 33      |
| Manchester United   | 2023–24             | Premier League      | 14            | 0             | 2            | 0            | 2             | 0             | 2           | 0           | —    | —    | 20      | 0       |
| Tổng cộng sự nghiệp | Tổng cộng sự nghiệp | Tổng cộng sự nghiệp | 207           | 44            | 22           | 3            | 16            | 2             | 43          | 3           | 13   | 6    | 301     | 58      |

1. ↑  Bao gồm KNVB Cup, FA Cup
2. ↑  Bao gồm EFL Cup
3. ↑  Số lần ra sân tại EFL Trophy
4. ↑  Số lần ra sân tại UEFA Europa League
5. ↑  Số lần ra sân tại Eredivisie play-offs
6. ↑  Số lần ra sân tại Championship play-offs
7. 1 2 3 4 5  Số lần ra sân tại UEFA Champions League
8. ↑  Số lần ra sân tại UEFA Super Cup
9. ↑  Số lần ra sân tại UEFA Super Cup, hai lần ra sân tại FIFA Club World Cup

### Đội tuyển quốc gia
Tính đến ngày 10 tháng 12 năm 2022
| Đội tuyển quốc gia | Year  | Apps | Goals |
| ------------------ | ----- | ---- | ----- |
| England            | 2019  | 6    | 1     |
| England            | 2020  | 7    | 2     |
| England            | 2021  | 13   | 1     |
| England            | 2022  | 10   | 1     |
| Total              | Total | 36   | 5     |

### Bàn thắng quốc tế
Tính đến ngày 10 tháng 12 năm 2022
| No. | Date       | Venue                                  | Cap | Opponent | Score | Result | Competition                       | Ref.    |
| --- | ---------- | -------------------------------------- | --- | -------- | ----- | ------ | --------------------------------- | ------- |
| 1   | 17/11/2019 | Fadil Vokrri Stadium, Pristina, Kosovo | 6   | Kosovo   | 4–0   | 4–0    | UEFA Euro 2020 qualifying         | [ 98 ]  |
| 2   | 11/10/2020 | Wembley Stadium, London, England       | 9   | Bỉ       | 2–1   | 2–1    | 2020–21 UEFA Nations League A     | [ 99 ]  |
| 3   | 18/11/2020 | Wembley Stadium, London, England       | 13  | Iceland  | 2–0   | 4–0    | 2020–21 UEFA Nations League A     | [ 100 ] |
| 4   | 28/03/2021 | Arena Kombëtare, Tirana, Albania       | 15  | Albania  | 2–0   | 2–0    | 2022 FIFA World Cup qualification | [ 101 ] |
| 5   | 26/09/2022 | Wembley Stadium, London, England       | 32  | Đức      | 2–2   | 3–3    | 2022–23 UEFA Nations League A     | [ 102 ] |

## Danh hiệu

### Câu lạc bộ

#### Đội trẻ Chelsea
- U-18 Premier League: 2016–17[103]
- FA Youth Cup: 2015–16, 2016–17
- UEFA Youth League: 2015–16

#### Chelsea
- UEFA Champions League: 2020–21[104]
- Siêu cúp bóng đá châu Âu: 2021[105]
- FIFA Club World Cup: 2021[106]

#### Manchester United
- Cúp FA: 2023–24[107]

### Quốc tế

#### U-19 Anh
- Giải vô địch bóng đá U-19 châu Âu: 2017[74]